# Albert Forbiger
Albert Forbiger (* 2. November 1798 in Leipzig; † 11. März 1878 in Dresden) war ein deutscher Altphilologe und Lehrer.

## Leben
Forbiger besuchte die Leipziger Nikolaischule, die damals von seinem Vater, Gottlieb Samuel Forbiger (1751–1828), geleitet wurde. Nach seinem Studium (1815–1819) und seiner Habilitation (1824) wurde er 1824 Lehrer an seiner alten Schule. Nebenbei gab er aber bis 1829 regelmäßig Kurse auch an der Universität Leipzig, besonders über die „Geographie der alten Griechen und Römer“. 1835 wurde er Konrektor der Nikolaischule und blieb dort bis zu seiner Pensionierung. Danach zog er nach Dresden und ging weiter philologischen Studien nach. Bekannt ist er unter anderem für seine dreibändige Vergilausgabe (Leipzig 1836–39).